# Regimentsverfassung von 1634
Die Regimentsverfassung wurde als Grundgesetz für das Herzogtum Pommern am 19. November 1634 veröffentlicht, um nach dem Aussterben des pommerschen Herzogsgeschlechts durch eine Interimsregierung die Ordnung im Lande zu gewährleisten. 
Während des Dreißigjährigen Krieges wurde Pommern ab 1630 durch schwedische Truppen besetzt, die faktisch die Regierungsgewalt im Lande übernommen hatten. Bogislaw XIV., seit 1625 alleiniger und letzter Herzog aus dem Geschlecht der Greifen, war ohne Nachkommen geblieben. Für diesen Fall war im Vertrag von Grimnitz den Brandenburger Kurfürsten die Erbfolge zugesichert worden. Jedoch hatte sich der schwedische König Gustav II. Adolf im Defensivbündnis vom 25. August 1630 die Verwaltung Pommerns bis zur endgültigen Entscheidung über die Nachfolge Bogislaws und den Ersatz der Kriegskosten durch den Nachfolger vorbehalten. So war absehbar, dass der brandenburgische Kurfürst die Erbfolge im Falle des Todes des Herzogs nicht würde antreten können.
Im Frühjahr 1633 erlitt der Herzog einen Schlaganfall, der ihn weitgehend regierungsunfähig machte. Die herzoglichen Räte arbeiteten eine Regimentsverfassung aus, die vom Herzog und den Landständen genehmigt wurde. Diese legte die Bildung einer Regierung fest, die aus einem Statthalter, einem Präsidenten und sieben weiteren Mitgliedern bestand und zunächst neben dem schwerkranken Herzog stehen sollte. Um einem erwarteten schwedischen Staatsstreich zuvorzukommen, sollte diese Regierung beim Tod des Herzogs sofort die gesamte Regierungsgewalt übernehmen.
In der 14 Punkte umfassenden Regimentsverfassung wurde im Wesentlichen die bestehende Ordnung bestätigt. Neben Form und Zuständigkeiten der Regierung des Landes und der Regierungen der früheren Teilherzogtümer wurden die Gerichtsordnungen festgelegt. Die Augsburger Konfession und die pommersche Kirchenordnung wurden für die Kirche des Landes, alle kirchlichen und landesherrlichen Einrichtungen sowie die Schulen als verbindlich deklariert. Jede konfessionelle Veränderung wurde verworfen.
Die pommerschen Stände garantierten an Stelle des Herzogs den Schutz des herzoglichen Ratskollegiums, an dessen Spitze Volkmar Wolf Freiherr von Putbus als Statthalter stand. Nach dem Tod Bogislaws am 10. März 1637 beschlossen die pommerschen Stände auf einem Landtag die Beibehaltung der Regimentsverfassung, dem der schwedische Vertreter zustimmte. Der brandenburgische Kurfürst lehnte jedoch die Interimsregierung ab, ließ sich 1638 vom Kaiser einen Lehnsbrief ausstellen und erhob offiziell Einspruch gegen die Regierung. Die nicht mehr handlungsfähigen „fürstlich pommerischen hinterlassenen Räte“ traten am 17. März 1638 zurück. Die Schweden übernahmen darauf Verwaltung des Landes ganz und setzten eine provisorische Regierung ein. 
Bei den Verhandlungen zum Frieden von Osnabrück forderten die Gesandten Pommerns die Bestätigung der Regimentsverfassung von 1634. Sie mussten sich jedoch mit mündlichen Zusagen abfinden. In Schwedisch-Pommern gelang es den Landständen nach langwierigen Verhandlungen, vieles aus der Regimentsverfassung in der Regimentsform von 1663 durchzusetzen. Im brandenburgischen Hinterpommern wurde den Ständen bereits 1654 die Regimentsverfassung bestätigt.